# شيفي تشيز

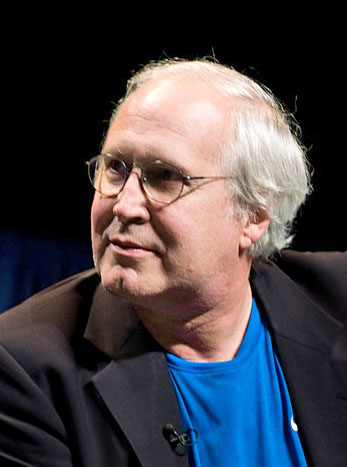

كورنيليوس كرين (Cornelius Crane) «شيفي» تشيز (/ˈtʃɛvi/، ولِدَ في الثامن من أكتوبر عام 1943م) هو كاتب وكوميديان أمريكي وممثل في التلفزيون والسينما. وحيث إن مولده جاء في عائلةٍ بارزة من عائلات نيويورك، فقد عمل تشيز في عددٍ كبير من الأعمال الغريبة قبل انتقاله إلى العمل الكوميدي مع مجلة ناشيونال لامبوون (National Lampoon). ثم أصبح سريعًا عضوًا أساسيًا في فريق عمل الموسم الافتتاحي للبرنامج الكوميدي الأمريكي ساترداي نايت لايف (Saturday Night Live)،  والذي انطلق منه بعرضه جدد عطلتك (Weekend Update) الذي سرعان ما أصبح فقرةً رئيسةً في البرنامج. وتشيز معروف أيضًا بتصويره لشخصية كلارك غريسوولد (Clark Griswold) في أربعة أفلام عطلة ناشيونال لامبوون (National Lampoon's Vacation)، وبأدواره في أفلام كوميدية ناجحة أخرى مثل: كادي شاك (Caddyshack) (1980م) وفليتش (Fletch) (1985م) والأصدقاء الثلاثة (Three Amigos)عام(1986م). وقد استضاف جوائز الأوسكار مرتين (عام 1987م وعام 1988م)، وقدم لفترةٍ وجيزة برنامجه الحواري المسائي المعروف باسم عرض شيفي تشيز (The Chevy Chase Show). ومنذ عام 2009م وهو يظهر بشخصية بيرس هاوثورن (Pierce Hawthorne) على شبكة هيئة الإذاعة الوطنية (NBC) في المسلسل الكوميدي المجتمع.

## كتابات أخرى
- I'm Chevy Chase...and You're Not (The Authorized Biography) by Rena Fruchter. Virgin Books, 2007. ISBN 1-85227-346-1.
- Who's Who in Comedy by Ronald L. Smith. Pg. 102-103. New York: Facts on File, 1992. ISBN 0-8160-2338-7.
- Live From New York: An Uncensored History of Saturday Night Live by Tom Shales and James Andrew Miller. Back Bay Books.

## وصلات خارجية
- شيفي تشيز على موقع IMDb (الإنجليزية)
- شيفي تشيز على موقع الموسوعة البريطانية (الإنجليزية)
- شيفي تشيز على موقع روتن توميتوز (الإنجليزية)
- شيفي تشيز على موقع ألو سيني (الفرنسية)
- شيفي تشيز على موقع ميوزك برينز (الإنجليزية)
- شيفي تشيز على موقع أول موفي (الإنجليزية)
- شيفي تشيز على موقع قاعدة بيانات الأفلام السويدية (السويدية)
- شيفي تشيز على موقع إن إن دي بي (الإنجليزية)
- شيفي تشيز على موقع ديسكوغز (الإنجليزية)
- شيفي تشيز على موقع قاعدة بيانات الفيلم (الإنجليزية)
- Short Bio نسخة محفوظة 8 مارس 2006 على موقع واي باك مشين.
- Interviewed by his daughter
- Discography